# Karl Korz
Karl Heinrich Korz (* 1932 in Speyer; † Juli 2016 in Heidelberg) war ein deutscher Kommunalpolitiker.

## Leben
Korz wuchs in seiner Geburtsstadt Speyer auf. Er studierte Rechts- und Wirtschaftswissenschaften an den Universitäten Heidelberg und Mainz. 1963 wurde er zum Doktor der Rechte promoviert. Anschließend war er beim Bundesamt für Wehrtechnik und Beschaffung in Koblenz und der Stadtverwaltung von Mainz tätig.
Am 29. Juni 1967 wurde Korz auf Vorschlag der CDU vom Gemeinderat zum Baubürgermeister und Ersten Bürgermeister (Stellvertreter des Oberbürgermeisters) von Heidelberg gewählt. Er folgte Georg Adam Klemm nach und trat das Amt am 1. August 1967 an. Ende Juli 1992 legte Korz das Amt aus gesundheitlichen Gründen nieder. Ihm folgte Joachim Schultis nach.
Korz starb im Juli 2016 im Alter von 84 Jahren. Er wurde auf dem Heidelberger Bergfriedhof begraben.

## Ehrungen und Auszeichnungen
- 1993: Bundesverdienstkreuz 1. Klasse[4]
- 2002: Staufermedaille[5]

## Werke
- Das Schultheißen- und Kämmerergericht von Speyer in den Jahren 1294–1689. Mainz 1963.